# Зенит (волейбольный клуб, Казань)
«Зенит» («Зенит-Казань») — российский мужской волейбольный клуб из Казани. Основан в 2000 году; до 2004 года назывался «Динамо», с 2005 по июнь 2008 года — «Динамо-Таттрансгаз». Тринадцатикратный чемпион России, двенадцатикратный обладатель Кубка России, десятикратный обладатель Суперкубка России, шестикратный победитель Лиги чемпионов, победитель клубного чемпионата мира 2017. Самый титулованный волейбольный клуб России. Основные цвета: бело-синие.

## История

### 2000—2003: в Суперлигу за три года
Днём основания клуба в Казани считается 13 мая 2000 года, когда играющий тренер команды казанской милиции Андрей Лебедев обратился к начальнику городского УВД Евгению Давлетшину с предложением заявить клуб на чемпионат первой лиги.
Всего за три года команда «Динамо» прошла путь от первой лиги до элитного дивизиона российского волейбола. В межсезонье перед стартом в высшей лиге «Б» тренером коллектива стал известный в прошлом связующий сборных СССР и России Виктор Сидельников. А летом 2002 года, когда динамовцы готовились к первенству высшей лиги «А», в клуб были приглашены опытные, хорошо известные российские волейболисты: Руслан Олихвер, Евгений Митьков и Анатолий Биржевой.

### 2003—2006: две бронзы Суперлиги и первый Кубок
Уже дебютный сезон в Суперлиге принёс казанцам бронзовые медали. Этому успеху во многом способствовала блестящая игра Дмитрия Фомина, чей приезд на берега Волги в 2003 году стал настоящей сенсацией. Новичками команды также были бразильцы Клебер Жуниор и Леандро Перейра и чемпион России в составе МГТУ Алексей Ежов. В плей-офф чемпионата России-2003/04 казанцы выиграли четвертьфинальную серию у одинцовской «Искры», уступили в полуфинале будущему чемпиону страны «Локомотиву-Белогорью», а в серии за 3-е место одолели опытный «Локомотив-Изумруд», при этом ни на одной из стадий динамовцы не имели преимущества своей площадки.
Звёздным часом Фомина стал московский финал Кубка России-2004, в котором казанцы разгромили столичное «Динамо» со счётом 3:0 за 1 час 13 минут. В чемпионате страны-2004/05 казанские динамовцы вновь заняли третье место: после победы в четвертьфинале над «Локомотивом-Изумрудом», они, как и годом ранее, не смогли противостоять «Локомотиву-Белогорью», а в серии за бронзу победили «Искру». В том сезоне в коллектив были приглашены Игорь Шулепов, Алексей Бовдуй, Александр Богомолов и два бразильских легионера: связующий Рафаэл и доигровщик Маниус.
Сезон-2005/06 сложился неудачно. Ещё летом казанцы прекратили борьбу за Кубок России, осенью не смогли преодолеть групповой этап Кубка Top Teams и, потеряв из-за травмы своего лидера Дмитрия Фомина, в чемпионате России заняли лишь 6-е место.

### 2006—2008: впервые лучшие в России и в Европе
Выводы из прошлогодних неудач были сделаны руководством клуба незамедлительно. Летом 2006 года «Динамо-Таттрансгаз» пригласило из «Локомотива-Белогорья» игроков, долгое время составлявших костяк этой команды и сборной России — доигровщиков Сергея Тетюхина и Александра Косарева и связующего Вадима Хамутцких. Контракты с клубом также подписали игроки сборной США и лидеры двукратного финалиста Лиги чемпионов греческого «Ираклиса» — связующий Ллой Болл и диагональный Клейтон Стэнли. Было очевидно, что на берегах Волги создаётся коллектив, единственной целью своего выступления ставящий победу в чемпионате. Не слишком ровно пройдя регулярный сезон, подопечные Виктора Сидельникова смогли выйти на оптимальный уровень к самым важным поединкам плей-офф. В четвертьфинале казанцы не оставили шансов «Локомотиву-Белогорью», в полуфинальной серии преодолели мощное сопротивление со стороны «Искры», в финале обыграли прошлогоднего чемпиона — «Динамо», впервые в своей истории выиграли золото чемпионата России и завоевали право в следующем сезоне представлять страну в Лиге чемпионов.
Дебютный сезон в главном европейском клубном турнире принёс казанцам победу — в тяжелейших пятисетовых матчах «Финала четырёх», проходившего в марте 2008 года в Лодзи, были обыграны «Скра» из Белхатува и итальянская «Пьяченца». Ещё раньше бело-голубые выиграли Кубок страны, а с ним и возможность на следующий год отстоять титул сильнейшего клуба Европы. Стать абсолютным триумфатором сезона-2007/08 динамовцам всё же не удалось: потеряв много очков на старте чемпионата России, они не смогли стать участниками суперфинала, но в серии за третье место одолели новосибирский «Локомотив».

### 2008—2012: династия победителей
В межсезонье 2008 года в клубе произошло множество событий: сменилось название, главным тренером команды стал Владимир Алекно, Сергей Тетюхин и Александр Косарев вернулись в родной «Локомотив-Белогорье», Андрей Егорчев перешёл в «Искру». Состав казанской команды пополнился доигровщиком Александром Корнеевым, диагональным Алексеем Черемисиным и центральным Александром Абросимовым. В условиях дефицита кадров весь сезон-2008/09 «Зенит» был вынужден играть на несколько фронтов практически одним составом, что на протяжении долгого времени сказывалось на результатах: казанцы досрочно сложили с себя полномочия победителей Лиги чемпионов, проиграв на четвертьфинальной стадии итальянскому «Лубе»; в чемпионате страны остались в числе лидеров, но вплоть до начала серий плей-офф цельного впечатления своей игрой не производили. Однако главному тренеру «Зенита» Владимиру Алекно удалось выжать максимум из возможностей команды в решающих матчах сезона. Последовательно обыграв обладателя Кубка CEV-2008/09 «Локомотив-Белогорье», сенсационного триумфатора предварительного этапа чемпионата России «Факел» и звёздную одинцовскую «Искру» в финале, «Зенит» во второй раз в истории стал чемпионом России.
Летом 2009 года, по завершении «золотого» сезона «Зенит» вновь проявил активность на трансферном рынке. Из команды ушли Алексей Бовдуй, Александр Корнеев, Павел Зайцев и Артём Ермаков, руководство подписало контракты с доигровщиками Максимом Пантелеймоненко, Антоном Куликовским, ранее уже игравшим в Казани Сергеем Тетюхиным, а также со связующим Денисом Гаркушенко и либеро Алексеем Вербовым. Такая звёздная команда создавалась с прицелом на борьбу сразу в пяти турнирах. Длинный сезон для казанцев начался с матчей Открытого Кубка России и поединка за Суперкубок, проигранного столичному «Динамо», а дальше в расписании значились национальный чемпионат, клубный чемпионат мира и Лига чемпионов. В обоих международных стартах «Зенит» выступил неудачно. На клубном чемпионате мира в Дохе, куда казанцы попали благодаря предоставленной организаторами wild card, подопечные Владимира Алекно уступили равным по силам «Скре» и «Трентино» и довольствовались только третьим местом. В Лиге чемпионов «Зенит», более чем уверенно проведший групповой этап, в «раунде двенадцати» споткнулся на греческом «Олимпиакосе», ведомом Иваном Мильковичем. Тем временем первое поражение в чемпионате России команда потерпела только 30 декабря, а незадолго до этого в третий раз в своей истории стала обладателем национального Кубка, в финале одержав волевую победу у набравшего мощный ход новосибирского «Локомотива». 14 мая 2010 года «Зенит», выиграв в Белгороде у местного «Локомотива» матч со счётом 3:0 и финальную серию с результатом 3—1 (до этого в плей-офф команда Владимира Алекно уверенно справилась с «Ярославичем» и «Динамо»), во второй раз подряд стал чемпионом России. Тем самым «Зенит» повторил аналогичное достижение других казанских команд — «Рубина» и «Ак Барса».
Перед началом сезона-2010/11 из «Зенита» ушли Александр Богомолов и Алексей Вербов, а также многолетний партнёр Ллоя Болла по сборной США и клубам Клейтон Стэнли, но состав чемпионов вовсе не стал слабее — клуб подписал контракты с лидером сборной России диагональным Максимом Михайловым, ранее игравшим в «Ярославиче», и американским доигровщиком Уильямом Придди из новосибирского «Локомотива»; вернулся в Казань блокирующий Андрей Егорчев. «Зенит» начал сезон очень мощно, одержав 19 побед подряд: в Суперкубке России — над «Локомотивом-Белогорьем», в Кубке России — во всех играх предварительного и полуфинального этапов, а также в 5 матчах национального чемпионата и двух встречах группового этапа Лиги чемпионов. Однако в декабре команда потерпела сразу несколько поражений и, в частности, не смогла взять Кубок России, уступив в полуфинале новосибирскому «Локомотиву». Весной «Зенит» впервые с 2008 года стал участником «Финала четырёх» Лиги чемпионов, но и там команда Владимира Алекно осталась без титула, проиграв решающий матч итальянскому «Трентино». В последовавшем затем плей-офф чемпионата России казанцы уже в четвертьфинале против «Ярославича» оказались на грани провала — судьба серии решилась на тай-брейке пятого матча в Казани, где «Зениту» удалось отыграться со счёта 11:14 не без помощи судейской ошибки. В полуфинальной серии подопечные Владимира Алекно победили краснодарское «Динамо», а в финале после трудной победы и крупного поражения на домашней арене от московского «Динамо», выиграли оба матча в Москве и вновь стали чемпионами России.
Четвёртое золото в составе «Зенита» выиграли беспрерывно выступавший за него с момента основания Владислав Бабичев и капитан Ллой Болл, вокруг которого в 2006 году создавалась казанская династия победителей. После решающего матча прославленный связующий подтвердил своё решение о завершении карьеры в России, но в июле подписал однолетний контракт с уфимским «Уралом». Расставшись с Боллом и, в очередной раз, с Сергеем Тетюхиным, «Зенит» подписал контракты с опытным итальянским связующим Валерио Вермильо, с проводившими прошлый сезон на Апеннинах игроками сборной России Александром Волковым и Юрием Бережко, а также с Евгением Сивожелезом и Александром Гуцалюком. 18 марта 2012 года в Лодзи казанцы во второй раз стали победителями Лиги чемпионов: взяв днём ранее полноценный реванш у «Трентино» за поражения в прошлогоднем финале Лиги и осеннем клубном чемпионате мира, подопечные Владимира Алекно в главном матче турнира сломили сопротивление польской «Скры». 17 апреля 2012 года «Зенит-Казань» четвёртый раз подряд и пятый раз в своей истории стал чемпионом России, обыграв в финале московское «Динамо» со счётом 3:0 в матче и 3:0 в серии.

### 2012—2013: сезон без трофеев
В августе 2012 года игроки «Зенита» Николай Апаликов, Юрий Бережко, Александр Волков, Максим Михайлов и Алексей Обмочаев в составе сборной России стали чемпионами Олимпийских игр в Лондоне. Выступавший на Играх с травмой колена Александр Волков в октябре перенёс операцию, не позволившую ему участвовать в играх «Зенита» в наступившем клубном сезоне. Капитанская повязка перешла от Волкова к Максиму Михайлову. Осенью зенитовцы неудачно провели полуфинальный этап Кубка России, не сумев по спортивному принципу пробиться в «Финал шести», но воспользовались предоставленной возможностью выкупить wild card на деньги игроков и тренеров команды. В Белгороде, принимавшем решающую стадию Кубка, подопечные Владимира Алекно дошли до финала, в котором проиграли местному «Белогорью». Тем временем казанцы уверенно преодолевали турнирный путь Лиги чемпионов, установив рекорд в групповом раунде — ни одной проигранной партии в шести матчах. В плей-офф «Зенит» справился с «Берлином» и московским «Динамо», в полуфинальном матче в Омске проиграл со счётом 2:3 новосибирскому «Локомотиву» и после победы на следующий день над польской командой ЗАКСА занял в итоге 3-е место. В чемпионате страны казанцы также не достигли главной цели, проиграв в полуфинальной серии «Белогорью», но в девятый раз за десять лет выступлений в Суперлиге попали в призёры, одержав победу в серии за бронзу над нижегородской «Губернией».

### 2013—2014: возвращение на вершину
В межсезонье «Зенит» сохранил своих лидеров — Николая Апаликова, Максима Михайлова, Евгения Сивожелеза и Мэттью Андерсона, расстался с Алексеем Обмочаевым и не всегда проходившими в состав Юрием Бережко и Алексеем Черемисиным, подписал контракты с опытными Романом Яковлевым, Алексеем Вербовым и Алексеем Казаковым, который по ходу сезона перебрался в Белгород. В начале октября получил травму голеностопа и выбыл на длительный срок новый связующий команды Лукаш Жигадло, перешедший из «Факела» в обмен на Валерио Вермильо, и в то же время после годичной паузы вернулся в игру капитан команды Александр Волков. Для замены Жигадло казанский клуб в срочном порядке подписал олимпийского чемпиона Сиднея-2000 Николу Грбича, вторым связующим команды стал Игорь Кобзарь. На предварительном этапе чемпионата России подопечные Владимира Алекно проиграли только один матч — на выезде против «Белогорья», а в общей сложности по ходу сезона серия неудач «Зенита» во встречах с белгородцами, начавшаяся с двух поражений в полуфинальной серии прошлого чемпионата страны, выросла до 6 матчей подряд — зенитовцы также уступили в Суперкубке России, полуфинальных поединках Кубка страны и Лиги чемпионов.
К заключительной фазе российского первенства — «Финалу шести» в Екатеринбурге «Зенит» подходил не в статусе явного фаворита, поскольку за несколько дней до его начала на одной из тренировок получил повреждение голеностопа основной диагональный Максим Михайлов, а перед полуфинальным матчем, в соперники по которому «Зениту» снова досталось «Белогорье», выбыл из-за травмы Александр Волков. По словам Владимира Алекно, кадровые проблемы заставили остальных игроков мобилизоваться и полностью отдать себя игре; справился с ответственностью заменивший Михайлова 18-летний Виктор Полетаев, настоящим лидером стал Мэттью Андерсон. После победы над «Белогорьем» со счётом 3:1 «Зенит» в финальном матче не отдал ни одной партии новосибирскому «Локомотиву» и в шестой раз в истории завоевал золото чемпионата России.

### 2014—2018: четыре «хет-трика»

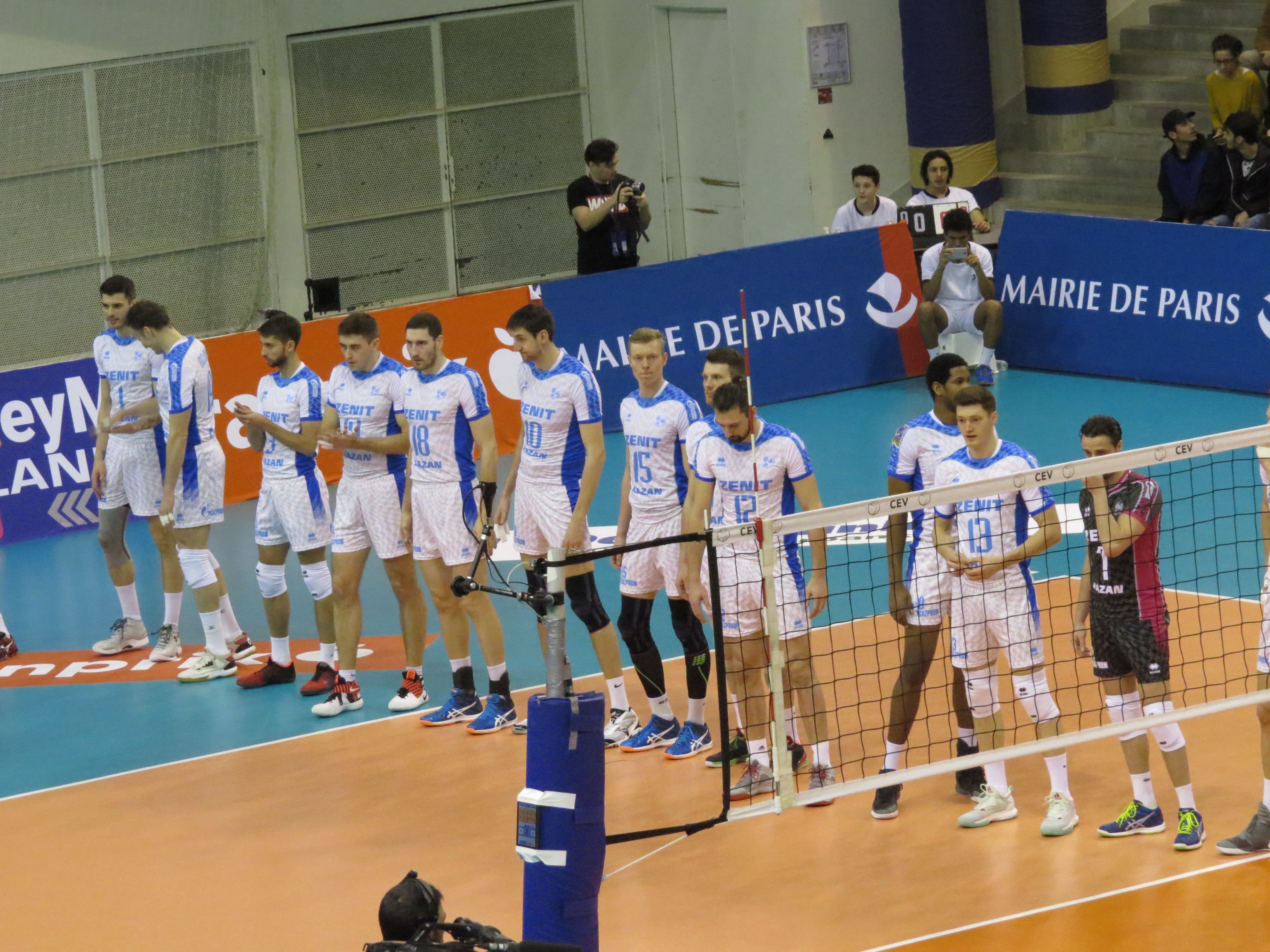
15 февраля 2017 года. Париж. «Зенит» перед матчем Лиги чемпионов с «Пари Волей»

Летом 2014 года «Зенит» подписал контракты с чемпионами Европы Алексеем Спиридоновым и Андреем Ащевым, заявил для участия в Лиге чемпионов опытного либеро Теодора Салпарова, а наиболее заметным событием межсезонья стало появление в стане казанцев кубинского доигровщика Вильфредо Леона. При безусловном усилении состава относительно проблемной оставалась только позиция связующего. Воспользовавшись временным отъездом из команды Мэттью Андерсона, «Зенит» подписал сначала капитана сборной Франции Бенжамена Тоньютти, а когда стало ясно, что тот не сможет помочь «Зениту» в Лиге чемпионов, уже будучи заявленным на этот турнир за «Равенну», казанский клуб пригласил иранца Саида Маруфа. Наличие сильных конкурентов заставило по-новому раскрыться их молодого коллегу по амплуа Игоря Кобзаря, при самом активном участии которого казанский клуб добыл все трофеи сезона. В декабре 2014 года в Белгороде подопечные Владимира Алекно завоевали четвёртый в клубной истории Кубок России, а в марте 2015 года в Берлине в третий раз выиграли Лигу чемпионов, одолев в «Финале четырёх» его хозяев и польскую «Ресовию». В финальной серии чемпионата страны команде Алекно противостояло «Белогорье». Начав с сухого поражения в Белгороде, казанцы на следующий день взяли реванш, отыгравшись со счёта 0:2, после чего добились двух побед на домашней арене и снова завоевали золото чемпионата России. Лучшим игроком первенства — обладателем Приза Андрея Кузнецова стал Вильфредо Леон.
В сезон-2015/16 «Зенит» вступил без Николая Апаликова, Александра Волкова и Саида Маруфа, но с Алексеем Кулешовым, а в феврале 2016 года подписал контракт со связующим Александром Бутько. Как и в прошлом сезоне, команда Владимира Алекно выиграла Кубок и чемпионат России, а также Лигу чемпионов, в плей-офф которой последовательно выбила из розыгрыша три польских клуба, а в упорном финальном матче в Кракове вырвала победу со счётом 3:2 над итальянским «Трентино».
В мае 2016 года «Зенит» усилил свой звёздный состав блокирующим Артёмом Вольвичем. В сезоне-2016/17 казанцы вновь совершили «хет-трик», причём Лигу чемпионов и чемпионат России команда Владимира Алекно прошла без единого поражения. По окончании сезона у семерых игроков закончились контракты, но клуб сохранил свою основную обойму, кроме капитана Андрея Ащева, вместо которого был приглашён Алексей Самойленко из новосибирского «Локомотива».
17 декабря 2017 года в Польше «Зенит» выиграл клубный чемпионат мира, с шестой попытки взяв последний ранее не дававшийся команде трофей. В продолжение сезона-2017/18 команда Владимира Алекно четвёртый год подряд первенствовала в розыгрыше национального Кубка и в чемпионате России, а в мае 2018 года в казанском «Баскет-холле» вновь стала победителем Лиги чемпионов, обыграв в тяжелейшем финальном матче итальянский «Лубе».

### 2018—2021: завершение эпохи Алекно
Главным для «Зенита» событием межсезонья 2018 года стал уход из команды Вильфредо Леона, выбравшего для продолжения карьеры итальянскую «Перуджу». На вакантную позицию доигровщика казанский клуб пригласил одного из лидеров сборной Франции Эрвина Нгапета. По ходу сезона-2018/19 команда Владимира Алекно выиграла Кубок и Суперкубок России, но утратила сразу три других титула, не сумев выйти в плей-офф клубного чемпионата мира, проиграв финальную серию чемпионата России кемеровскому «Кузбассу» и финальный матч Лиги чемпионов итальянскому «Лубе».
В сезоне-2019/20 Владимир Алекно, сохраняя статус главного тренера, из-за проблем со здоровьем фактически передал свои полномочия только что завершившему игровую карьеру Алексею Вербову. «Зенит» подписал болгарского диагонального Цветана Соколова и перевёл его коллегу по амплуа Максима Михайлова на позицию доигровщика, ставшую вакантной после расставания с Мэттью Андерсоном. В декабре 2019 года команда в 6-й раз подряд завоевала Кубок России, а спустя два месяца выбыла из розыгрыша Лиги чемпионов, впервые в истории не сумев выйти из группы. По итогам чемпионата России «Зенит» вновь стал серебряным призёром. После завершения сезона Алексей Вербов на год покинул Казань, став главным тренером «Кузбасса».
В сезоне-2020/21 «Зенит» впервые за долгие годы пережил серьёзный игровой кризис: в декабре и январе команда проиграла в национальных соревнованиях 7 из 8 матчей, в том числе полуфинал Кубка России. В марте 2021 года на этой же стадии завершилось выступление казанцев в Лиге чемпионов, где они лишь в золотом сете уступили польскому клубу ЗАКСА. В «Финале шести» чемпионата России «Зенит» потерпел поражения со счётом 2:3 от «Локомотива» и «Кузбасса», не сумев выйти в и полуфинал и впервые с 2006 года оставшись без медалей Суперлиги. Ещё по ходу сезона Владимир Алекно объявил о своей грядущей отставке с поста главного тренера независимо от результатов. В апреле 2021 года в Казань вернулся Алексей Вербов.

### С 2021: команда Вербова
Летом 2021 года состав «Зенита» пополнили американский связующий Мика Кристенсон, доигровщик Дмитрий Волков и переведённый из фарм-команды молодой либеро Илья Фёдоров. По ходу сезона-2021/22 казанцы выиграли Кубок России и уверенно дошли до полуфинала Кубка Европейской конфедерации волейбола, но наряду с другими российскими командами были отстранены от дальнейшего участия на евроарене в связи со вторжением России на Украину. Выиграв регулярный чемпионат России, «Зенит» получил право принять «Финал шести», в котором довёл свою победную серию во всех турнирах до 36 матчей, однако в полуфинале проиграл «Локомотиву» (0:3) и в итоге довольствовался бронзой.
В 2022 году польского доигровщика Бартоша Бедножа, выступавшего за Казань в течение двух сезонов, сменил бельгиец Сэм Деру, а позднее в команду также вернулся связующий Александр Бутько. Подопечные Алексея Вербова вновь выиграли Кубок России и регулярный чемпионат, а в плей-офф последовательно обыграли АСК, «Локомотив», московское «Динамо» и спустя пять лет вновь стали чемпионами России.

## Результаты выступлений

### Чемпионат России
| Сезон   | Лига                  | Место | И  | В  | П  | С/П    | Главный тренер                     |
| ------- | --------------------- | ----- | -- | -- | -- | ------ | ---------------------------------- |
| 2000/01 | Первая лига (IV)      | 1-е   | 43 | 36 | 7  | 116:39 | Андрей Лебедев, Владимир Герасимов |
| 2001/02 | Высшая лига «Б» (III) | 2-е   | 50 | 39 | 11 | 126:63 | Виктор Сидельников                 |
| 2002/03 | Высшая лига «А» (II)  | 1-е   | 42 | 31 | 11 | 106:51 | Виктор Сидельников                 |
| 2003/04 | Суперлига (I)         | 3-е   | 33 | 22 | 11 | 76:50  | Виктор Сидельников                 |
| 2004/05 | Суперлига (I)         | 3-е   | 33 | 23 | 10 | 78:49  | Виктор Сидельников                 |
| 2005/06 | Суперлига (I)         | 6-е   | 35 | 17 | 18 | 69:70  | Виктор Сидельников                 |
| 2006/07 | Суперлига (I)         | 1-е   | 24 | 16 | 8  | 55:35  | Виктор Сидельников                 |
| 2007/08 | Суперлига (I)         | 3-е   | 26 | 18 | 8  | 61:38  | Виктор Сидельников                 |
| 2008/09 | Суперлига (I)         | 1-е   | 31 | 20 | 11 | 70:48  | Владимир Алекно                    |
| 2009/10 | Суперлига (I)         | 1-е   | 32 | 27 | 5  | 87:31  | Владимир Алекно                    |
| 2010/11 | Суперлига (I)         | 1-е   | 35 | 24 | 11 | 86:48  | Владимир Алекно                    |
| 2011/12 | Суперлига (I)         | 1-е   | 22 | 21 | 1  | 63:20  | Владимир Алекно                    |
| 2012/13 | Суперлига (I)         | 3-е   | 30 | 23 | 7  | 78:38  | Владимир Алекно                    |
| 2013/14 | Суперлига (I)         | 1-е   | 26 | 24 | 2  | 76:17  | Владимир Алекно                    |
| 2014/15 | Суперлига (I)         | 1-е   | 35 | 31 | 4  | 97:33  | Владимир Алекно                    |
| 2015/16 | Суперлига (I)         | 1-е   | 26 | 25 | 1  | 77:12  | Владимир Алекно                    |
| 2016/17 | Суперлига (I)         | 1-е   | 30 | 30 | 0  | 90:12  | Владимир Алекно                    |
| 2017/18 | Суперлига (I)         | 1-е   | 33 | 31 | 2  | 96:21  | Владимир Алекно                    |
| 2018/19 | Суперлига (I)         | 2-е   | 34 | 30 | 4  | 94:26  | Владимир Алекно                    |
| 2019/20 | Суперлига (I)         | 2-е   | 19 | 15 | 4  | 47:19  | Алексей Вербов                     |
| 2020/21 | Суперлига (I)         | 5-е   | 31 | 22 | 9  | 75:43  | Владимир Алекно                    |
| 2021/22 | Суперлига (I)         | 3-е   | 30 | 28 | 2  | 86:15  | Алексей Вербов                     |
| 2022/23 | Суперлига (I)         | 1-е   | 39 | 36 | 3  | 112:24 | Алексей Вербов                     |
| 2023/24 | Суперлига (I)         | 1-е   | 38 | 35 | 3  | 106:21 | Алексей Вербов                     |
| 2024/25 | Суперлига (I)         | 1-е   | 36 | 35 | 1  | 106:15 | Алексей Вербов                     |

### Кубок России
| Сезон | Место                      | И  | В  | П | С/П   | Главный тренер     |
| ----- | -------------------------- | -- | -- | - | ----- | ------------------ |
| 2002  | 4-е в зональном турнире    | 10 | 5  | 5 | 17:17 | Виктор Сидельников |
| 2003  | 3-е в полуфинальной группе | 13 | 10 | 3 | 35:12 | Виктор Сидельников |
| 2004  | 1-е                        | 17 | 16 | 1 | 48:12 | Виктор Сидельников |
| 2005  | 2-е в полуфинальной группе | 13 | 11 | 2 | 35:10 | Виктор Сидельников |
| 2006  | 2-е в полуфинальной группе | 13 | 10 | 3 | 33:12 | Виктор Сидельников |
| 2007  | 1-е                        | 15 | 10 | 5 | 34:20 | Виктор Сидельников |
| 2008  | 3-е                        | 15 | 8  | 7 | 27:27 | Владимир Алекно    |
| 2009  | 1-е                        | 17 | 15 | 2 | 48:16 | Владимир Алекно    |
| 2010  | 3-е                        | 13 | 12 | 1 | 36:10 | Владимир Алекно    |
| 2011  | 1/4 финала                 | 11 | 5  | 6 | 18:25 | Владимир Алекно    |
| 2012  | 2-е                        | 15 | 11 | 4 | 35:18 | Владимир Алекно    |
| 2013  | 3-е                        | 15 | 10 | 5 | 36:23 | Владимир Алекно    |
| 2014  | 1-е                        | 15 | 12 | 3 | 40:13 | Владимир Алекно    |
| 2015  | 1-е                        | 5  | 5  | 0 | 15:2  | Владимир Алекно    |
| 2016  | 1-е                        | 15 | 13 | 2 | 42:9  | Владимир Алекно    |
| 2017  | 1-е                        | 11 | 9  | 2 | 28:10 | Владимир Алекно    |
| 2018  | 1-е                        | 12 | 7  | 5 | 29:17 | Владимир Алекно    |
| 2019  | 1-е                        | 15 | 12 | 3 | 38:17 | Алексей Вербов     |
| 2020  | 1/2 финала                 | 10 | 8  | 2 | 27:11 | Владимир Алекно    |
| 2021  | 1-е                        | 13 | 13 | 0 | 39:2  | Алексей Вербов     |
| 2022  | 1-е                        | 11 | 8  | 3 | 26:12 | Алексей Вербов     |
| 2023  | 1-е                        | 5  | 4  | 1 | 14:6  | Алексей Вербов     |
| 2024  | 2-е                        | 5  | 4  | 1 | 12:6  | Алексей Вербов     |
| 2025  | 3-е                        | 4  | 3  | 1 | 10:4  | Алексей Вербов     |

### Еврокубки
| Сезон   | Место                           | И  | В  | П | С/П   | Главный тренер     |
| ------- | ------------------------------- | -- | -- | - | ----- | ------------------ |
| 2004/05 | 1/4 финала Кубка CEV            | 4  | 3  | 1 | 9:4   | Виктор Сидельников |
| 2005/06 | групповой раунд Кубка Top Teams | 9  | 6  | 3 | 20:11 | Виктор Сидельников |
| 2007/08 | победа в Лиге чемпионов         | 12 | 10 | 2 | 34:17 | Виктор Сидельников |
| 2008/09 | 1/4 финала Лиги чемпионов       | 10 | 7  | 3 | 23:16 | Владимир Алекно    |
| 2009/10 | раунд 12-ти Лиги чемпионов      | 8  | 6  | 2 | 20:11 | Владимир Алекно    |
| 2010/11 | финал Лиги чемпионов            | 12 | 8  | 4 | 31:14 | Владимир Алекно    |
| 2011/12 | победа в Лиге чемпионов         | 12 | 11 | 1 | 35:10 | Владимир Алекно    |
| 2012/13 | 3-е место в Лиге чемпионов      | 12 | 11 | 1 | 35:8  | Владимир Алекно    |
| 2013/14 | 4-е место в Лиге чемпионов      | 12 | 9  | 3 | 29:15 | Владимир Алекно    |
| 2014/15 | победа в Лиге чемпионов         | 12 | 11 | 1 | 35:6  | Владимир Алекно    |
| 2015/16 | победа в Лиге чемпионов         | 12 | 11 | 1 | 35:8  | Владимир Алекно    |
| 2016/17 | победа в Лиге чемпионов         | 12 | 12 | 0 | 36:2  | Владимир Алекно    |
| 2017/18 | победа в Лиге чемпионов         | 8  | 8  | 0 | 24:5  | Владимир Алекно    |
| 2018/19 | финал Лиги чемпионов            | 11 | 9  | 2 | 31:15 | Владимир Алекно    |
| 2019/20 | групповой раунд Лиги чемпионов  | 6  | 3  | 3 | 14:11 | Алексей Вербов     |
| 2020/21 | полуфинал Лиги чемпионов        | 10 | 9  | 1 | 29:11 | Владимир Алекно    |
| 2021/22 | полуфинал Кубка CEV             | 9  | 9  | 0 | 27:3  | Алексей Вербов     |

### Клубный чемпионат мира
| Сезон | Место | И | В | П | С/П   | Главный тренер  |
| ----- | ----- | - | - | - | ----- | --------------- |
| 2009  | 3-е   | 5 | 3 | 2 | 12:6  | Владимир Алекно |
| 2011  | 3-е   | 5 | 3 | 2 | 12:7  | Владимир Алекно |
| 2012  | 4-е   | 5 | 2 | 3 | 10:10 | Владимир Алекно |
| 2015  | 2-е   | 4 | 3 | 1 | 10:4  | Владимир Алекно |
| 2016  | 2-е   | 5 | 3 | 2 | 10:6  | Владимир Алекно |
| 2017  | 1-е   | 5 | 5 | 0 | 15:0  | Владимир Алекно |
| 2018  | 5-е   | 3 | 1 | 2 | 7:7   | Владимир Алекно |
| 2019  | 3-е   | 5 | 3 | 2 | 9:9   | Алексей Вербов  |

## Достижения
«Зенит» по состоянию на 19 апреля 2025 года — обладатель 42 трофеев, что ставит его на второе место в списке самых титулованных российских клубов.
- 13-кратный чемпион России — 2006/07, 2008/09, 2009/10, 2010/11, 2011/12, 2013/14, 2014/15, 2015/16, 2016/17, 2017/18, 2022/23, 2023/24, 2024/25.
- Серебряный призёр чемпионатов России — 2018/19, 2019/20.
- Бронзовый призёр чемпионатов России — 2003/04, 2004/05, 2007/08, 2012/13, 2021/22.
- 12-кратный победитель Кубка России — 2004, 2007, 2009, 2014, 2015, 2016, 2017, 2018, 2019, 2021, 2022, 2023.
- Финалист Кубка России — 2012, 2024.
- Бронзовый призёр Кубка России — 2008, 2010, 2013, 2025.
- 10-кратный обладатель Суперкубка России — 2010, 2011, 2012, 2015, 2016, 2017, 2018, 2020, 2023, 2024.
- 6-кратный победитель Лиги чемпионов — 2007/08, 2011/12, 2014/15, 2015/16, 2016/17, 2017/18.
- Финалист Лиги чемпионов — 2010/11, 2018/19.
- Бронзовый призёр Лиги чемпионов — 2012/13.
- Победитель чемпионата мира среди клубов — 2017.
- Серебряный призёр чемпионата мира среди клубов — 2015, 2016.
- Бронзовый призёр чемпионата мира среди клубов — 2009, 2011, 2019.

## Капитаны команды
- 2000/01 — Андрей Лебедев
- 2001/02 — Дмитрий Шипков
- 2002/03 — Сергей Егоров
- 2003/04—2004/05 — Дмитрий Фомин
- 2005/06 — Игорь Шулепов
- 2006/07—2007/08 — Сергей Тетюхин
- 2008/09—2010/11 — Ллой Болл
- 2011/12, 2013/14 — Александр Волков
- 2012/13 — Максим Михайлов
- 2014/15 — Николай Апаликов
- 2015/16—2016/17 — Андрей Ащев
- 2017/18—2020/21 — Александр Бутько
- 2021/22—2022/23 — Александр Волков
- С 2023 — Артём Вольвич

## Чемпионы России в составе «Зенита»
- 2007: Григорий Афиногенов, Владислав Бабичев, Алексей Бовдуй, Александр Богомолов, Ллой Болл, Андрей Егорчев, Александр Косарев, Константин Сиденко, Клейтон Стэнли, Сергей Тетюхин, Вадим Хамутцких, Игорь Шулепов.
- 2009: Александр Абросимов, Николай Апаликов, Владислав Бабичев, Алексей Бовдуй, Александр Богомолов, Ллой Болл, Артём Ермаков, Павел Зайцев, Павел Колесников, Александр Корнеев, Клейтон Стэнли, Алексей Черемисин, Максим Шпилёв.
- 2010: Александр Абросимов, Николай Апаликов, Владислав Бабичев, Александр Богомолов, Ллой Болл, Алексей Вербов, Денис Гаркушенко, Антон Куликовский, Максим Пантелеймоненко, Клейтон Стэнли, Сергей Тетюхин, Алексей Черемисин.
- 2011: Александр Абросимов, Николай Апаликов, Алексей Бабешин, Владислав Бабичев, Ллой Болл, Андрей Егорчев, Максим Михайлов, Алексей Обмочаев, Максим Пантелеймоненко, Уильям Придди, Сергей Тетюхин, Алексей Черемисин.
- 2012: Николай Апаликов, Алексей Бабешин, Владислав Бабичев, Юрий Бережко, Валерио Вермильо, Александр Волков, Александр Гуцалюк, Максим Михайлов, Алексей Обмочаев, Уильям Придди, Евгений Сивожелез, Алексей Черемисин.
- 2014: Александр Абросимов, Мэттью Андерсон, Николай Апаликов, Владислав Бабичев, Алексей Вербов, Александр Волков, Никола Грбич, Иван Демаков, Игорь Кобзарь, Герман Меллис, Максим Михайлов, Александр Мочалов, Виктор Полетаев, Евгений Сивожелез, Роман Яковлев.
- 2015: Лоран Алекно, Андрей Ащев, Николай Апаликов, Владислав Бабичев, Алексей Вербов, Александр Волков, Александр Гуцалюк, Игорь Кобзарь, Вильфредо Леон, Максим Михайлов, Саид Маруф, Виктор Полетаев, Евгений Сивожелез, Алексей Спиридонов.
- 2016: Мэттью Андерсон, Андрей Ащев, Владислав Бабичев, Александр Бутько, Алексей Вербов, Александр Гуцалюк, Иван Демаков, Игорь Кобзарь, Алексей Кулешов, Вильфредо Леон, Максим Михайлов, Виктор Полетаев, Евгений Сивожелез, Алексей Спиридонов.
- 2017: Лоран Алекно, Мэттью Андерсон, Андрей Ащев, Александр Бутько, Алексей Вербов, Артём Вольвич, Александр Гуцалюк, Иван Демаков, Денис Земчёнок, Игорь Кобзарь, Валентин Кротков, Вильфредо Леон, Владимир Мельник, Максим Михайлов, Евгений Сивожелез.
- 2018: Лоран Алекно, Никита Алексеев, Мэттью Андерсон, Александр Бутько, Алексей Вербов, Артём Вольвич, Александр Гуцалюк, Алексей Кононов, Валентин Кротков, Вильфредо Леон, Максим Михайлов, Максим Пантелеймоненко, Алексей Самойленко, Игорь Юдин.
- 2023: Александр Бутько, Александр Волков, Дмитрий Волков, Артём Вольвич, Валентин Голубев, Сэм Деру, Денис Земчёнок, Алексей Кононов, Мика Кристенсон, Михаил Лабинский, Максим Михайлов, Андрей Сурмачевский, Денис Толок, Илья Фёдоров, Дмитрий Щербинин.
- 2024: Дмитрий Волков, Артём Вольвич, Сэм Деру, Кирилл Клец, Алексей Кононов, Мика Кристенсон, Михаил Лабинский, Максим Михайлов, Роман Романовский, Евгений Рукавишников, Андрей Сурмачевский, Илья Фёдоров, Алексей Чанчиков, Дмитрий Щербинин.
- 2025: Дмитрий Волков, Артём Вольвич, Сэм Деру, Владислав Енин, Кирилл Клец, Алексей Кононов, Мика Кристенсон, Валентин Кротков, Михаил Лабинский, Максим Михайлов, Роман Романовский, Евгений Рукавишников, Илья Фёдоров, Дмитрий Щербинин.

## Сезон-2024/25

### Переходы
- Пришли: доигровщик Владислав Енин («Академия-Казань»), либеро Валентин Кротков («Белогорье»).
- Ушли: доигровщик Андрей Сурмачевский, либеро Алексей Чанчиков (оба — «Урал»).

### Состав команды
| №                       | Имя                     | Год рождения            | Рост                    |                         |                         |
| Центральные блокирующие | Центральные блокирующие | Центральные блокирующие | Центральные блокирующие | Центральные блокирующие | Центральные блокирующие |
| ----------------------- | ----------------------- | ----------------------- | ----------------------- | ----------------------- | ----------------------- |
| 4                       | Артём Вольвич           | 1990                    | 213                     |                         |                         |
| 10                      | Роман Романовский       | 2002                    | 210                     |                         |                         |
| 13                      | Алексей Кононов         | 1997                    | 205                     |                         |                         |
| 14                      | Дмитрий Щербинин        | 1989                    | 205                     |                         |                         |
| Связующие               |                         |                         |                         |                         |                         |
| 7                       | Евгений Рукавишников    | 1991                    | 200                     |                         |                         |
| 11                      | Мика Кристенсон         | 1993                    | 198                     |                         |                         |
| Диагональные            |                         |                         |                         |                         |                         |
| 9                       | Кирилл Клец             | 1998                    | 210                     |                         |                         |
| 18                      | Максим Михайлов         | 1988                    | 202                     |                         |                         |

| №                               | Имя              | Год рождения | Рост        |             |             |
| Доигровщики                     | Доигровщики      | Доигровщики  | Доигровщики | Доигровщики | Доигровщики |
| ------------------------------- | ---------------- | ------------ | ----------- | ----------- | ----------- |
| 6                               | Сэм Деру         | 1992         | 202         |             |             |
| 8                               | Михаил Лабинский | 2003         | 202         |             |             |
| 15                              | Дмитрий Волков   | 1995         | 201         |             |             |
| 17                              | Владислав Енин   | 2003         | 199         |             |             |
| Либеро                          |                  |              |             |             |             |
| 1                               | Валентин Кротков | 1991         | 195         |             |             |
| 16                              | Илья Фёдоров     | 2002         | 187         |             |             |
| Главный тренер — Алексей Вербов |                  |              |             |             |             |
| Тренер — Вячеслав Кургузов      |                  |              |             |             |             |

## Арена
Центр волейбола «Санкт-Петербург» (вместимость большого зала — 4600 зрителей).
Адрес: Казань, ул. Булатова, 1.
Ранее свои матчи клуб проводил на арене «Баскет-холл». Загородная учебно-тренировочная база клуба находится у посёлка Мирный.

## Награды
- Занесение в Книгу почёта Казани (9 июля 2010 года)[24].